# El Cucut (Sant Quirze Safaja)
El Cucut és un paratge del terme municipal de Sant Quirze Safaja, a la comarca del Moianès.
Està situat en el sector occidental del terme, al nord de la masia del Maset i del Serrat del Maset, a la dreta del torrent de la Font del Boix i a llevant dels Camps de l'Escaiola.